# Ingelheimer Aue
L'Ingelheimer Aue, anciennement, île Saint-Jean est une île du Rhin située à Mayence, en Allemagne. L'île a d'une longueur de 2,5 km sur les bords du Rhin entre les kilomètres fluviaux 500,0 à 502,5.

## Accès
Un pont sur le bassin du port fluvial (Industriehafen) de Mayence. Le pont ferroviaire Kaiserbrücke prend appui sur l'île.

## Origine
Le nom Ingelheimer Aue vient de Anselme-François d'Ingelheim prince-électeur de Mayence. Après 1803, à la suite de la sécularisation imposée par Napoléon Ier, l'archevêque perdit l'ile Saint-Jean et différents propriétaires privés se succèdent.
« 
...construire un fort permanent dans les îles Saint-Pierre et Saint-Jean, me paraissent les opérations les plus importantes et auxquelles je désire qu’on travaille sans délai. Avec le secours de ces forts, les marais de Monbach contribueraient réellement à la défense de la place. Mais il ne faut pas faire de forts casematés et se jeter dans des dépenses folles ; aucun trésor ne saurait suffire à ce système de fortifications. Un petit tracé revêtu avec une contrescarpe mettra les îles Saint-Pierre et Saint-Jean à l’abri de toute attaque. L’ennemi ne s’amusera jamais à ouvrir la tranchée dans un terrain aussi étroit. »
Note de Napoleon au maréchal Berthier

## Développement

### Début du 20e siècle
À l'origine, l'Ingelheimer Aue était une île. La construction de la douane et du port intérieur de Mayence à partir de 1880 a créé une chaussée qui reliait l'île à la terre, formant le Flosshafen (port de radeaux) au nord du porte douanier. Celle-ci a été inaugurée le 6 juin 1887.
Dès la fin du XIXe siècle, une zone industrielle s'est développée sur l'ancienne île. Initialement avec une usine de gaz et d'électricité à partir de 1899 et quelques usines, comme l'usine de produits métalliques Wilhelm Hannss. Plusieurs grandes usines ont ensuite été construites, comme Blendax (1931), Werner & Mertz (1908), Römheld & Moelle (1906). De 1906 à 1997, un tramway circulait sur l'Ingelheimer Aue (arrêt final : Ingelheimer Aue). Depuis octobre 2017, la ligne 59 a son dernier arrêt à Zollhafen.
Les piles du pont du Kaiserbrücke, qui fait partie de l'anneau ferroviaire autour de Mayence, le “Mainzer Umgehungsbahn”, se dressent sur l'atterrissage rempli. Le pont a été inauguré en 1904 par l'empereur Guillaume II et le grand duc de Hesse Ernst Ludwig, en présence du chancelier du Reich Bernhard von Bülow.

### L'ère nationale-socialiste
Un camp de travailleurs forcés a été construit sur le site de l'usine de dalles de béton Dr. Ing. Eugen Pfleiderer en 1944. Jusqu'à 292 personnes y ont été internées ; il a été évacué en mars 1945.
Il y avait également un navire résidentiel qui jetait l'ancre dans le port du radeau et servait de logement aux "travailleurs de l'Est" de la société Erdal et d'autres entreprises plus petites de la zone industrielle située à cet endroit.

### Période d'après-guerre
Entre 1956 et 1974, le plus grand gazomètre d'Europe a dominé l'image du front rhénan. Le "gazomètre" avait une hauteur de 123 m, une superficie de 3550 m² et une capacité de 350 000 m³.

## Économie actuelle
Les principales entreprises de l'ile se situent sur les rives du Rhin : ports fluviaux de Mayence, centrale électrique Kraftwerke Mainz-Wiesbaden, incinérateur de déchets, usine de fabrication des cartons bitumés et usine de fabrication de papiers hygiéniques. Un consortium mené par le conglomérat Siemens a remporté un contrat pour la construction d'une centrale à charbon sur l'ile. Le montant du contrat s'élève en tout à environ 1 milliard d'euros, dont environ 500 millions. Des mouvements citoyens s’opposent à chaque projet de construction de centrale thermique à charbon et accueillent de nombreux militants, ce qui montre l'opposition de la population. Une résolution est entérinée par le congrès du parti CDU à Mayence car il est défavorable à une centrale à charbon neuve. Cette décision et prise après la soumission de plus de 50 000 signatures recueillies au sein de la population.